# كادونا (ولاية)
ولاية كادونا هي إحدى الولايات الست وثلاثين المكونة لنيجيريا. وهي الوريث للمنطقة الشمالية النيجيرية والتي كانت تتخذ كادونا أيضاً عاصمة لها، ثم تم تقسيمها في 1967 إلى 6 ولايات احداهم كانت كادونا التي فصل منها لاحقا ولاية أخرى وهي كاتسينا. الإنجليزية هي اللغة الرسمية إلا أن الهوسا (المكتوبة بأبجدية عربية ولاتينية) تستخدم في جميع أنحاء الولاية.